# تویده اکسلویرموند
تویده اکسلویرموند (به هلندی: Tweede Exloërmond) یک منطقهٔ مسکونی در هلند است که در بورخر-ادورن واقع شده‌است. تویده اکسلویرموند ۲٬۴۲۷ نفر جمعیت دارد.